# 怕痛的我，把防禦力點滿就對了
《怕痛的我，把防禦力點滿就對了》為夕蜜柑所寫的日本輕小說。於2016年5月在成為小說家吧網站上連載。書籍版由角川書籍出版，插圖由狐印負責。
由作畫的漫畫於2018年7月開始連載。改編電視動畫第一季於2020年1月8日至3月25日播放。第二季於2023年1月11日至4月20日播放。

## 故事大綱
本条楓在好友白峰理沙推薦下開始遊玩遊戲「NewWorld Online」，創建了名為「梅普露」的角色。作為遊戲初學者，梅普露選擇了不受歡迎的大盾當武器，並因為怕痛而將所有資源用於增進防禦能力，這種形式讓她學到了各種特殊技能並取得罕見裝備，進而在遊戲中創下傳說。

## 登場角色

### 大楓樹
由梅普露創立的小型公會，人數雖少但他們的戰鬥力基本上就連大型公會也打不贏。成員大多都是能力和玩法極端型的玩家，幾乎沒有正常人。後來被人們稱為「妖獸魔境」、「魔界」、「怪物家族」。
梅普露／本条楓（Maple／Honjō Kaede，聲：本渡楓）
本作主角。在好友的推薦下開始玩遊戲，因為怕痛而把防禦力點滿了，並選用了人氣不高的大盾。由於全點防禦力的關係，導致角色動作緩慢，而且不能使用魔法。結果令角色所施展的攻擊完全打不中，反而因為防禦力太高而令攻擊方受傷，因此獲得技能「絕對防禦」。
第一次活動季軍。在遊戲開放公會系統後，與莎莉組成公會「大楓樹」並擔任會長一職。本人對「限定」一詞沒免疫力。
糖漿（Syrup，聲：島袋美由利）
梅普露和莎莉於第二次活動中打倒「銀翼」後，從在牠的鳥巢中得到的「幻獸的蛋」中孵化的寵物烏龜。擁有「巨大化」的能力。
梅普露在獲得「念力」技能後經常用念力讓巨大化的牠飛到空中，當作在空中的移動手段。
莎莉／白峯理沙（Sally／Shiromine Risa，聲：野口瑠璃子）
梅普露的好友。推薦梅普露玩遊戲，但因學業問題被逼補習而比梅普露遲開始遊戲。之後聽到梅普露的經歷後決定成為「完全迴避型玩家」。（根據動畫推測莎莉在現實世界中是多個遊戲大賽的冠軍。）
本身害怕恐怖氣氛，一旦見到幽靈就會不顧一切地逃走，無法作戰。
朧（Oboro，聲：松井曉波）
梅普露和莎莉於第二次活動中打倒「銀翼」後，從在牠的鳥巢中得到的「幻獸的蛋」中孵化的寵物妖狐。
克羅姆（Kuromu，聲：杉山紀彰）
梅普露第一個認識的大盾玩家，平時有在討論區討論梅普露。也是一个神级玩家，第一次官方活動獲得第九名。受到梅普露的邀請進入大楓樹。
涅庫羅
克羅姆的魔寵，類似會飄浮的鎧甲型怪物，其技能「幽鎧裝甲」能附在他的裝備上強化其戰鬥能力，能夠提高裝備防禦也能賦予武器吸血和幽火等能力。
取得方式是透過特定任務可以在地城得到藏寶圖，一一探訪指定地點後會找到一個退潮時才可進入的海灣，進入灣內的幽靈船並打敗魔王怪後取得。
伊茲（Iz，聲：佐藤聰美）
克羅姆相熟的工匠玩家。梅普露創立公會後受到邀請加入大楓樹。在遊戲中成為沉溺在服裝、武器、鎧甲、物品等的製作方面的生產特化型。
自己雖然沒有強力攻擊技能，但能夠使用自己製造的強力的炸彈和大砲攻擊敵方，甚至可以在一定區域中佈置滿滿的炸彈再將其引爆，其威力完全不輸給上級的範圍攻擊技。第八次活動中，和陷阱使馬克斯的能力互補，在偶然中攻破了一個地城。
菲（聲：松井曉波）
伊茲的魔寵，是個飄浮的精靈，能夠強化道具的威力以及「再利用」這種有50%的機率讓道具回復為未使用的狀態。
只有工匠型玩家並製作一定量的道具後才能接受相關任務，並製作三樣指定的任務道具，完成後即可獲得。
霞（Kasumi，聲：早見沙織）
使用武士刀的女性玩家。第一次活動獲得第六名。第二次活動中原本和梅普露和莎莉敵對，卻被一起被捲入了地城，逃出後成為好友，之後也受到梅普露的邀請進入大楓樹。
裝備以櫻花色著作紫色和服裙，武士刀與和服為其特徵。在公會中即使不靠他人的支援也有最穩定的攻擊輸出。
現實中既有與處理古董有關的設定，也有不分男女說話的性格，交流能力很高。
是全玩家中第一位在第四層中突破第九道鳥居的玩家，並從那裏取得「蝕身妖刀‧紫」的線索，之後經過一番苦戰後取得。使用該武器的五種獨特技能會有相應的副作用，其中「紫幻刀」會讓身體暫時縮小10分鐘；「血刀」會以自己的HP降低作為代價；「武者之臂」可以在左右兩側展開拿著武士刀的巨大手臂，一起協同攻擊，副作用是能力值暫時減少二成。
小白（聲：森永千才）
霞的魔寵，是隻白蛇。能夠使用超巨大化使其能載人，並可以使敵人麻痺以及製造濃霧掩護霞的攻擊行動。
取得方法是需接第四階的一連串任務，最後在第七階的谷地中打敗白蛇並穿過其守衛的洞口。
奏（Kanade，聲：新井里美）
外表中性的魔法師男性玩家。記憶力超群，但不擅長與人交往。
在第一次活動後才加入遊戲，並在第二次活動認識梅普露。受到梅普露的邀請進入大楓樹。
武器是一把類似魔方的法杖。使用著圖書館系列技能，例如能隨機獲得技能的「神界書庫」。其後在另一次活動內以出色的記憶力破解了官方人員設下的拼圖謎題，並獲得了能將需要耗用MP的魔法或技能制作成魔導書的「魔導書庫」技能。
湊
奏的魔寵，是個鏡史萊姆，能夠「擬態」附近的隊員（包括自己），並使用該隊員的招式，雖然攻擊力會打折扣但能依狀況應變成適當的模式。
記憶力超群的奏發現了不尋常的男子，跟蹤到一處屋子後察覺了鏡史萊姆的存在，與擬態成自己的鏡史萊姆打一場後，再用50種法術將之收服。
麻衣＆結衣（May&Yui，聲：加隈亞衣／諏訪奈奈香）
雙胞胎新手玩家，姊姊麻衣為黑髮。性格較為慎重；妹妹結衣為白髮，性格較為積極。因為在現實世界缺乏肌肉力量在遊戲內和攻擊力注入了全部的狀態點。和梅普露有相似的思考部分，感覺更加極端。
因為全點力量而不被其他公會接受加入，在思考是否該重練角色時被梅普露挖掘，並隨著她的邀請進公會。在梅普露帶練和莎莉的訓練下獲得各種攻擊強化技能和技巧。武器是兩把漆黑／白色的巨錘。在公會裡主要擔任對魔王級怪物的輸出主力，雖然持有技能不多，但招招皆致命，除了近戰攻擊以外還有遠擊、投擲鐵球等攻擊遠處的敵人的能力。
月見＆雪見（聲：松井暁波／麻倉ありあ）
分別為麻衣和結衣的魔寵，是同樣品種的小熊，顏色跟對應的主人一樣。能夠使用巨大化載人，也有增加移動速度技能，故解決了主人移動力低的問題。可以使用「力量平分」，獲得主人的攻擊力後使出招式對於一般的小怪和實力普通的玩家也是一擊必殺。
獲得方式是在第七階的一處森林中特定時段出現，到達棲身的洞窟後需要在牠面前展示力量。

### 聖劍集結
伺服器排名第一的大公會，備受關注。
培因（Pain，聲：小野賢章）
男性戰士玩家。裝備統一為藍白色的鎧甲和盾，予人一種聖騎士的感覺。攻擊全部是聖屬性，和天使狀態下的白鎧的梅普露同色。
第一次活動冠軍，等級也是全伺服器最高。遊戲風格是把有勝算的戰鬥放在首位。性格慎重，對於大楓樹完全不敢掉以輕心。
第四次活動時帶著公會的精銳向大楓樹發動總攻擊時，幾乎把梅普露逼到剩最後一點生命值，卻沒料到她的暴虐反而被將了一軍。為了擁有能夠給予梅普露傷害的手段，打算有朝一日發現勝機的時候還要再戰一次，因此和梅普露加了好友。第六次、第八次活動和梅普露合作過。
雷依
培因的魔寵，是條銀鱗龍，能夠吐息和支援主人強大的戰力，亦能夠使用巨大化載人在空中飛行。
絕德（Dread，聲：山崎巧）
男性玩家。戰鬥時會使用技能擾亂敵人並進行突襲。
基本不想碰麻煩事，不過一旦確定是必須要做的就會進入狀態。性格略為輕率，對於一無所知的大楓樹認為可以用公會的戰力打敗。
第一次活動亞軍。
第四次活動發現莎莉的行蹤後和對方先行試探彼此，之後趁大楓樹守備空虛時襲擊本營擊殺了雙胞胎，但在得手之前被趕回來的梅普露擊敗。動畫版中在第一次活動後，在遊戲內的咖啡廳和梅普露及莎莉打過照面，並給予她們「超加速」技能的提示。
疾影
絕德的魔寵，是隻潛影狼，會操作影子以及使用「影世界」沒入地底。
多拉古（Drag，聲：神奈延年）
男性玩家。裝備是重視性能的大斧的力量戰士。經常使出豪邁的攻擊，防禦方面常由芙蕾德麗卡援護。
第一次活動第五名。
動畫版中在第一次活動後，在遊戲內的咖啡廳和梅普露及莎莉打過照面。
厄斯
多拉古的魔寵，是個岩石魔像，能夠操控大地。
芙蕾德麗卡（Frederica，聲：竹達彩奈）
女性魔法師玩家。武器是一把十分華麗的法杖。
在第四次公會戰前曾經刺探大楓樹的情報，在活動對上時又屢屢失敗。為了向莎莉復仇，而經常來到「大楓樹」向她挑戰，但都以戰敗告終。在第六階時因為莎莉怕幽靈，找了霞當了一次對手。
持有技能「多重施法」，因此不論在攻擊、防禦或是支援上都屬一流水準。
動畫版中被初次登入遊戲的梅普露問話，因此給了她練功方面的建議。
音符
芙蕾德麗卡的魔寵，是隻黃色的小鳥，擅長輔助。

### 炎帝之國
由蜜伊創立的大公會，因為其領袖魅力使團員緊密團結。
蜜伊（Mii，聲：佐藤利奈）
女性玩家。別稱「炎帝」，火系攻擊特化的魔法師。武器是一把頂端裝上赤紅寶石的純黑短杖。
公會「炎帝之國」的會長，極富領導魅力，但其實一切都是演技，只有在確認四下無人時才會展現自己真實的性格。某次被梅普露撞見，並拜託她不要宣揚（後來米瑟莉也知道她的本性），不過在這之後兩人也成為了好朋友，常組隊的次數也多了起來。
戰鬥時會使用高瞬間火力及高速戰鬥蹂躪敵人，缺點是MP消耗量極大，故常常和米瑟莉搭配以補足這個弱點。
第一次活動第四名。
伊葛妮絲（聲：法拉納茲·尼克拉伊）
蜜伊的魔寵，是隻浴火的不死鳥，與主人同樣擅長火焰的能力，亦能使用巨大化並載人到空中飛行。
辛恩（Shin，聲：山口勝平）
男性玩家。別稱「崩劍」，可將劍分為多段並分頭攻擊敵人。武器是外表樸素的盾和劍。
和霞是競爭對手的關係，在第一次活動時被她打敗，第四次活動時又輸一次。曾想邀請霞進公會，但卻被「大楓樹」搶先。
第一次活動第七名。
某次被梅普露問到他的崩劍是否能讓人站上去時，獲得了新技能的靈感，並在第八次活動中使用讓隊員站在崩劍上，以避免地城中沙地怪物的即死攻擊。
韋恩
辛恩的魔寵，是隻馭風鷹。擅長風屬性攻擊。
馬克斯（Marcus，聲：石田彰）
男性玩家。別稱「陷阱師」。戰鬥方式以陷阱作主體，一旦準備充足就會非常強。
因為第四次活動被梅普露蹂躪的關係，因此對她有不少陰影。在他心目中，認為克羅姆才是真正的第一塔盾玩家。第八次活動時在一次意外中，和能力互補的伊茲搭配一起攻破一個地城。
第一次活動第八名。
可利亞
馬克斯的魔寵，是隻隱身變色龍，可以使自己的隊友隱形至攻擊前，但仍會有怪物能識破隱形。
米瑟莉（Misery，聲：皆口裕子）
女性玩家。因為裝備和能使用強力的回復魔法，而被稱為「聖女」。公會裡唯一知道蜜伊真實性格的成員。
武器是一把前端有裝飾的白色長杖。
擁有甦生技能，以聖屬性回復技和攻擊技能為主，甚至能轉讓MP，如果和蜜依配合可以彌補她MP低的弱點。
第一次活動第十名。
鈴鈴
米瑟莉的魔寵，是隻長毛白貓。擁有強化四周隊友效果的被動技，但目前範圍較小，屬大器晚成型。

### thunder storm
第10卷出場的新銳公會之一，動畫版中公會名已在第三次、第四次活動排名中出現過。
薇爾貝（聲：川澄綾子）
thunder storm的公會會長。擅長使用雷攻擊的拳鬥士，身上會發出廣範圍的閃電雨。此外還有「獸化」這類可以變身的技能。
曾經和莎莉對戰一次，由於戰鬥特性和梅普露有很多相似的地方，莎莉又時時在思考如何贏過梅普露，故該次對戰莎莉將該想法及戰法用於性能類似梅普露的薇爾貝上。
由於為了配合她身上的裝備而用了淑女的說話方式，但在戰鬥時依然露出了活潑的本性。
雛田（聲：篠田南）
薇爾貝的搭檔。她手上拿的布偶即為武器，主要使用冰和重力以限制、弱化敵方的行動為主。

### Rapid Fire
第10卷出場的新銳公會之一，動畫版中公會名已在第三次、第四次活動排名中出現過。
莉莉（聲：伊藤靜）
Rapid Fire的公會會長。召喚術師。
平常使用外觀類似拖把的長槍，身穿女僕裝，負責指揮隊友，支援威爾巴特。但是有第二型態「國王模式」（純粹使用快速換裝切換裝備），和威爾巴特角色互換，身穿絢爛的鎧甲和大揮旗作為主攻，召喚諸多無生命的機械兵推進戰線。
威爾巴特（聲：田丸篤志）
弓箭手，不使用技能也有百發百中的準確度，莎莉的剋星。
需要和莉莉角色互換的時候，身穿執事服，武器改用飛刀，並以輔助技能強化莉莉為主。

### 其他
管理員（The Administrators，聲：玄田哲章（管理員A）、久野美咲（管理員B）、坂本千夏（管理員C）、高戶靖廣（管理員D）、竹內順子（管理員E）、小清水亞美（新人秘書））
『NewWorld Online』的管理員。總是因為梅普露的詭異行徑感到頭痛與傻眼，有時更是到了哭暈在廁所的程度。
哆拉貢（Dorazou，聲：丹下櫻）
動畫原創角色，代替原作中只以一面螢幕現身主持活動的官方人員。NWO官方大赛吉祥物。
克利斯馬斯羅斯（Christmasrose，聲：井之上潤）
性格自戀的男性劍客，自稱「白玫瑰騎士」。原作中僅提及為第一名襲擊梅普露的玩家，角色名稱和有關設定為動畫版追加。在第一次活動中首先遇上梅普露並展開攻擊，隨即被其大盾的技能「暴食」吞噬而落敗。
動畫第二季成為了聖劍集結的新成員。
三連星長男＆次男＆三男（聲：中村光樹／藤原聖侑／蒼谷和幸）
原作中僅提及為第一次活動中在第一名襲擊梅普露的玩家之後的三人組，但被梅普露使出麻痺尖嘯後再遭暴食吞噬。動畫中在克利斯馬斯羅斯發動攻擊之後使出了合體技「噴射氣流攻擊」，但使出前仍成為麻痺尖嘯後遭暴食吞噬的犧牲品。
動畫第二季成為了聖劍集結的新成員。
長槍手＆劍士（聲：松井曉波／島袋美由利）
原作中僅提及是莎莉在第二次活動第六天在狩獵玩家時遇到的女性雙人搭檔，在動畫中則為姊妹（兩人的角色ID目前未知），長槍手為姊姊、劍士為妹妹，妹妹使用敬語稱呼姊姊。兩人屬於穩紮穩打的玩家，但完全不敵莎莉，迅速遭到莎莉擊敗。在第二季動畫中則於第八次活動的初賽中再次登場，在狩獵怪物的過程中，誤入了霞和小白所建立的濃霧領域，並迅速遭到霞擊敗。第八次活動的正式比賽中，和克利斯馬斯羅斯與三連星等人為躲避怪物一併躲進大楓樹的據點。在活動最後對著活動BOSS使出了絕招「公主百合的微笑」，但對BOSS傷害極其有限，姊妹倆最後成功在第八次活動存活下來。

## 用語

### NewWorld Online
一款炙手可熱的VRMMO，簡稱NWO，楓在理沙的推荐下化身為梅普露開始進行這款遊戲。

### 階層

#### 第一階
初次登入NWO所到達的地方，以清澈的藍天和廣闊的大自然為主，幫助新手熟悉這個遊戲的簡單階層，但也有幾個難度較高的地城。梅普露和莎莉都是在這裡起步並建立往後打法的基礎，且兩人都拿到了獨特裝備。
階層魔王是個能操縱樹木的巨鹿。

#### 第二階
NWO開始營運後三個月設立的地區，具有礦山、森林、荒地等各種地形等待玩家探索，亦有不少可以接任務的NPC，可透過接任務取得稀有技能。公會系統也在第二次活動結束時上線，梅普露建立了大楓樹。隨後陸陸續續將在這段期間認識的玩家以及在之後邀雙胞胎加入公會。
階層魔王是一個高大的樹人。

#### 第三階
是個灰雲密佈的機械世界，與前兩階大不相同，地形也有高地起伏因此亦有飛行器方便移動。城中央的建築有個叫機械神的NPC，梅普露在探索之餘卷入了其中的事件，並取得「機械神」。
階層魔王是個比梅普露的「暴虐」高2倍的鋼鐵魔像，有著高毒抗性和防禦力。

#### 第四階
第四次活動結束後實裝，是個天上高掛紅藍雙月的永夜地區，以木造建築和日式的鬼怪傳說為主題，必須先取得通行證（第四次活動前10名的公會已作為獎勵獲得）及提升通行證等級才能繼續前進，城鎮中央有一座高塔，由現任塔主守衛，想攻略高塔必須取得指定素材且只能獨自攻略。其中霞對於這一區特別情有獨衷，梅普露也在誤打誤撞中攻略了高塔，取得技能「百鬼夜行」。
階層魔王是隻巨大的九尾狐。
第四階和第五階是目前動畫砍劇情最嚴重的階層，其中第五階的相關劇情在動畫中更是被砍到只剩四分鐘，這點引起了很多看過原作的觀眾不滿。

#### 第五階
由輕飄飄的雲朵所構成，地層和怪物都以雲為概念，有許多立體構造的地方故行走時亦需小心。梅普露在這階遇見了光之王，第一次挑戰時氣力放盡仍未打倒故先打道回府，第二次準備了大量的道具好不容易打掉了大半的血條但卻因為對方回血能力而宣告失敗，第三次找了雙胞胎助拳後才輕鬆攻下，取得技能「天王寶座」。
階層魔王是個由雲所形成的水母。

#### 第六階
這階遍佈著古老的墓碑與荒野，彌漫著恐怖氣氛，也因此害怕恐怖氣氛的莎莉在一次硬著頭皮與梅普露一起探索後就幾乎沒有進過這階，梅普露為了幫莎莉想做點什麼，因此親自探索這階層。
階層魔王是個漆黑的巨大幽靈。

#### 第七階
這一階遍佈著各式各樣的地型，最大的特色是可以將部份怪物收服為魔寵，大楓樹全員、聖劍集結和炎帝之國的精銳也各自收服了與他們契合度高的魔寵，進一步強化戰力或是補足其弱點。而梅普露和莎莉的糖漿和朧則因為長時間一起旅行累積了羈絆，達成了進化事件。
階層魔王是個能變形成第七階所有怪物的史萊姆。

#### 第八階
背景為水沒都市，玩家必須在突出海面的零星建築物與沉睡在海底的古老都市探索。如果有游泳或潛水技能，在探索上會比較有利。梅普露也因為打倒地城魔王使第九次活動得到的「失落遺產」與魔王結合而進一步提升能力。
階層魔王是個全身白鱗體型和巨塔地城直徑相同的水龍。

#### 第九階
這一階是以兩個有著鮮明對比的區域所形成，一邊是以白色為主色有著通天水柱與浮冰的綠意森林，森林深處是一個白色基調的城堡，由一位留有白鬍子的國王統治著。另一邊是以黑色為主色有著沖天火柱與落雷的焦土荒原，充斥著無數非人的獸人，荒原深處有個黑色基調的城堡，由龍人族的女王所統治。兩邊都有著巨大的城鎮。此階也正是為了迎接第十次活動的PVP而所形成的兩大陣營。

#### 第十階
這一階為前九階的綜合體，每一階的每個主題都有一個專屬的大城市，且在每一個城市中都有一個公會總部，因為這階的腹地面積廣大，所以也有提供馬、龍等交通工具能夠使用。在這一階，有一個被稱為魔王的存在威脅著人們。最終目標是前往許多城鎮，完成許多任務，找到並擊敗魔王。

### 活動

#### 第一次活動
所有參與玩家各自對其他玩家進行廝殺的大混戰，時間三小時，以擊殺數、死亡數、給予傷害和受到傷害來排名。最後一小時會標記前三名的位置，若將其打倒可以使被打倒者的1/3積分轉讓給打倒者。梅普露在此活動光靠著極端的防禦力、附在盾上的暴食（此時尚未被削弱）和毒攻擊的反擊就擊殺了對她發動攻擊的多數玩家，達成0受傷、0死亡、擊殺數2028的記錄，以新手之姿挺進第三名，讓她在這之後備受關注。
前十名皆為本作的重要角色：

一、培因

二、絕德

三、梅普露

四、蜜伊

五、多拉古

六、霞

七、辛恩

八、馬克斯

九、克羅姆

十、米瑟莉

#### 第二次活動
本活動有時間加速，玩家可以組隊參加，需在七天內（現實約2小時）透過攻略活動場地的地城或擊殺玩家來取得銀幣，從這次開始取得的銀幣在日後可以更換技能。梅普露在這次活動和莎莉一起組隊參加，並在活動期間認識了霞和奏。莎莉的傳聞也在這次的活動傳開。
營運在這個活動設計了兩個充滿惡意的地城，但都被梅普露和莎莉的雙人檔攻破，其中銀翼的地城讓她們取得了糖漿和朧的蛋，另一個海皇的地城是被她們開啟削弱機關後才沒有拿走另一組鳥和狼的蛋。

#### 第三次活動
第二階實裝後開始，玩家們透過打倒牛型的怪物賺取分數並蒐集掉落物。可以換取自己或是公會的獎品，若個人排名前10會有額外獎勵。大楓樹在該次活動獲得獎品讓公會成員的STR提升3%。由於該次活動和梅普露的相性極差，因此在她換到她要的技能「反擊」後就興致缺缺到處亂逛，反而得到了技能「流滲的混沌」，其中包含了變身技「暴虐」，順帶一提，梅普露還在這次活動中偶然獲得了觸發「機械神」相關事件的關鍵道具「往日舊夢」。

#### 第四次活動
以公會為單位進行的寶珠攻防戰。無公會的玩家可以加入官方設置的臨時公會。該活動有時間加速，在限定時間內只要取得其他公會的寶珠以及防守自己的寶珠就能得分，寶珠將在一定時間後結算，並回歸原本的所屬公會。玩家每被擊殺一次就會減少一定的能力值，被擊殺五次後會被淘汰，一旦全部被淘汰後該公會就不會再有寶珠。進行時間為遊戲內五天，亦有時間加速。大楓樹在本次的活動首度八人一起出擊，並透過莎莉的計劃執行戰術，期間一次防守戰時遭到聖劍集結精銳的進攻，在千鈞一髮之際靠著梅普露藏招的暴虐險勝。由於大楓樹的戰術，使得活動在遊戲第三天就相當於宣告結束，大楓樹取得了第三名。

#### 第五次活動
探索型活動，需打倒四種活動怪取得點數，以積分競爭名次。由於時間接近聖誕節，也有聖誕禮物箱掉落，內有稀有技能；另外也有使用後會變成蛋糕或烤火雞等食材的安慰獎。因為梅普露想召開聖誕派對，因此反而看上了安慰獎的食材。
順帶一提，動畫版中這次的活動被動畫製作組直接跳過，並把這次活動的部分內容設定統合進了第六次活動，此外，原本梅普露和莎莉應該在本次活動獲得的「凍結大地」以及「冰柱」技能也因為動畫的改編而沒有獲得(原因是動畫把原作中裝有這兩個技能的相關道具的禮物盒的內容物改成了聖誕節服飾)。

#### 第六次活動
活動場地以禁止回血的森林為舞台，需要打到入場道具才能進場並消耗該道具，如果死了或是離開要再進入則需要再打一次道具。梅普露第一次進入時巧遇培因，兩人互相合作，卻不小心開了獻身慈愛又因為無法補血而先行離開，想要再進去時因為打不到入場道具而失去興致。培因在梅普露離開後也陸續遇到大楓樹和炎之帝國的其他玩家並一起探索。

#### 第七次活動
活動參與者必須攻略十層的塔，可以選擇攻略難度，可結伴亦可單獨參加。因為沒有時間加速，在活動期間內都可以進入活動場地，從已攻克的下一層開始攻略。在這次活動梅普露因為她的希望，僅和莎莉兩人一起攻略最高難度，和其他大楓樹成員分頭攻略。聖劍集結和炎之帝國的精英因為得知梅普露只和莎莉一起攻略而產生了不服輸的心理，故兩個公會也組了四人團進攻。

#### 第八次活動
活動有分初賽和複賽，由初賽成績決定可以參加複賽的難度，如果擁有魔寵則較有利。初賽是個人賽，不可組隊，透過擊殺怪物（主要）和玩家（次要）獲得積分。在初賽內，不少人因為有了魔寵而能力大幅提升，在這當中蜜伊的業火、培因的光之奔流、伊茲的轟炸、霞的迷霧森林、梅普露的謎樣之物因涵蓋範圍廣泛而被當成了地區魔王。複賽有時間加速，必須存活三天，在最高難度下如果活過三天則全員都有五枚銀幣，亦可攻略活動的地城取得銀幣，公會成員只要有人攻破一個地城就全員都有。大楓樹、聖劍集結和炎帝之國都是參與最高難度。三天都有特定的時段強化怪物，第二天官方透過隨機傳送淘汰了不少人員，而大楓樹全員、聖劍集結和炎帝之國的存活玩家共同使用大楓樹的據點，並依每人的特性平均分成四組攻略地城。第三天的最後一小時出現了最終魔王又淘汰了數為不少的玩家，其他地點也有特殊怪，由大楓樹應戰最終魔王，其他兩公會分頭攻擊特殊怪，最後集結眾人的力量將最終魔王擊倒，達成全員存活的目標。

#### 第九次活動
完全合作型活動，會依據整體擊殺數影響第八區初期的開放區域和銀幣的數量。活動分兩階段，第一階段在各樓層（包括地城）都會出現浮游在空中、各式各樣的魚，擊殺一定的數量在無預警之下出現的一隻烏賊怪，透過以大楓樹的雙胞胎為主的眾玩家擊破後宣告第二階段開始。此階段會陸續有巨大魔王在特定區域，需要眾多玩家在預定的時間前往該地點討伐，如果過了一定時間還沒打倒就會消失。擊殺數愈多，獲得的銀幣和特殊材料愈多。以對魔王特化決戰兵器的雙胞胎在這次活動擔任重要的攻擊主力。除此之外地城魔王也會更換，擊破魔王後有機會獲得可以當擺設的迷你怪物。

#### 第十次活動
活動為分成兩個陣營的大型ＰＶＰ，場地是與第十階完全相同的平行空間。在活動開始前可自行選擇陣營，進入一個國家時，就意味著該國陣營。同樣，進入另一方國家時就會更新陣營，如果兩方都沒加入的情況則會被自動分配至一方。不過，參加戰鬥則是完全自願的，且NPC也會加入戰鬥。在陣營決定上，大楓樹和聖劍集結選擇了炎與雷的陣營，而炎之帝國、thunder storm和Rapid fire則是選擇了冰與水的陣營。本次活動的勝利條件有二，其中之一為達到對手王座所在，二是在活動結束時有較多人存活，而梅普露他們瞄準第一個勝利條件。

### 魔寵
最初是第二次活動時，梅普露和莎莉攻略活動時取得的蛋加以孵化，蛋殼隨即變成戒指「感情的橋梁」，讓她們倆往後可以和魔寵一同戰鬥。其他的魔寵於第七階實裝的時候一併實裝，讓魔寵不再是她們倆的專利，同時感情的橋樑也變成限一的道具。其他玩家達到收服魔寵的特定條件亦會同時得到「感情的橋樑」。平時可以待在戒指「感情的橋梁」內，必要時能透過「甦醒」技能召喚出來，也能以「休眠」技能讓牠回到戒指裡休息，一旦死亡就會以休眠狀態回到戒指裡並要隔天才能再召喚。如果達成特定條件，魔寵還能進一步進化。

## 出版書籍

### 輕小說
| 卷數 | KADOKAWA       | KADOKAWA                                                | 台灣角川       | 台灣角川                                               | 酷威文化   | 酷威文化               |
| 卷數 | 發售日期       | ISBN                                                    | 發售日期       | ISBN/EAN                                               | 發售日期   | ISBN                   |
| ---- | -------------- | ------------------------------------------------------- | -------------- | ------------------------------------------------------ | ---------- | ---------------------- |
| 1    | 2017年9月8日   | ISBN 978-4-04-072441-6                                  | 2018年10月25日 | ISBN 978-957-564-488-8                                 | 2023年6月  | ISBN 978-7-5411-6663-1 |
| 2    | 2017年12月10日 | ISBN 978-4-04-072443-0                                  | 2019年1月21日  | ISBN 978-957-564-697-4                                 | 2023年8月  | ISBN 978-7-5411-6729-4 |
| 3    | 2018年4月10日  | ISBN 978-4-04-072688-5                                  | 2019年7月17日  | ISBN 978-957-743-091-5                                 | 2023年10月 | ISBN 978-7-5411-6770-6 |
| 4    | 2018年8月10日  | ISBN 978-4-04-072697-7                                  | 2019年10月28日 | ISBN 978-957-743-295-7                                 | 2023年12月 | ISBN 978-7-5411-6817-8 |
| 5    | 2018年12月10日 | ISBN 978-4-04-072698-4                                  | 2020年1月31日  | ISBN 978-957-743-499-9                                 | 2024年3月  | ISBN 978-7-5411-6890-1 |
| 6    | 2019年4月10日  | ISBN 978-4-04-073115-5                                  | 2020年4月23日  | ISBN 978-957-743-692-4 EAN 471-351-013-577-8（特裝版） | 2024年4月  | ISBN 978-7-5411-6900-7 |
| 7    | 2019年8月9日   | ISBN 978-4-04-073116-2                                  | 2020年9月21日  | ISBN 978-957-743-963-5                                 |            |                        |
| 8    | 2019年12月10日 | ISBN 978-4-04-073117-9                                  | 2021年3月22日  | ISBN 978-986-524-281-7                                 |            |                        |
| 9    | 2020年3月10日  | ISBN 978-4-04-073118-6                                  | 2021年3月22日  | ISBN 978-986-524-282-4                                 |            |                        |
| 10   | 2020年8月7日   | ISBN 978-4-04-073759-1                                  | 2021年7月12日  | ISBN 978-986-524-619-8                                 |            |                        |
| 11   | 2021年1月9日   | ISBN 978-4-04-073760-7 ISBN 978-4-04-073891-8（特裝版） | 2021年12月9日  | ISBN 978-626-321-044-8                                 |            |                        |
| 12   | 2021年8月10日  | ISBN 978-4-04-074129-1                                  | 2022年3月14日  | ISBN 978-626-321-281-7                                 |            |                        |
| 13   | 2022年3月10日  | ISBN 978-4-04-074131-4 ISBN 978-4-04-074365-3（特裝版） | 2022年9月13日  | ISBN 978-626-321-781-2                                 |            |                        |
| 14   | 2022年8月10日  | ISBN 978-4-04-074630-2                                  | 2023年2月16日  | ISBN 978-626-352-265-7                                 |            |                        |
| 15   | 2023年1月10日  | ISBN 978-4-04-074812-2                                  | 2023年7月5日   | ISBN 978-626-352-690-7                                 |            |                        |
| 16   | 2023年8月10日  | ISBN 978-4-04-075096-5                                  | 2024年2月5日   | ISBN 978-626-378-397-3 EAN 471-128-961-779-2（特裝版） |            |                        |
| 17   | 2024年3月8日   | ISBN 978-4-04-075348-5                                  | 2025年7月14日  | ISBN 978-626-415-996-8                                 |            |                        |
| 18   | 2024年8月9日   | ISBN 978-4-04-075565-6                                  |                |                                                        |            |                        |
| 19   | 2025年3月10日  | ISBN 978-4-04-075848-0                                  |                |                                                        |            |                        |

### 漫畫
| 卷數 | KADOKAWA       | KADOKAWA               | 東立出版社    | 東立出版社             |
| 卷數 | 發售日期       | ISBN                   | 發售日期      | ISBN                   |
| ---- | -------------- | ---------------------- | ------------- | ---------------------- |
| 1    | 2018年11月24日 | ISBN 978-4-04-107718-4 | 2020年4月10日 | ISBN 978-957-26-4966-4 |
| 2    | 2019年8月26日  | ISBN 978-4-04-108577-6 | 2021年6月11日 | ISBN 978-957-26-4967-1 |
| 3    | 2020年2月22日  | ISBN 978-4-04-108578-3 | 2023年4月21日 | ISBN 978-957-26-8681-2 |
| 4    | 2021年1月26日  | ISBN 978-4-04-110920-5 | 2023年8月31日 | ISBN 978-957-26-9134-2 |
| 5    | 2021年10月26日 | ISBN 978-4-04-111912-9 |               |                        |
| 6    | 2022年8月26日  | ISBN 978-4-04-111913-6 |               |                        |
| 7    | 2023年2月25日  | ISBN 978-4-04-113329-3 |               |                        |
| 8    | 2023年11月25日 | ISBN 978-4-04-114355-1 |               |                        |

## 電視動畫
動畫版於2020年1月8日开始播放，共12集。官方宣布動畫第二季於2023年1月播出。2023年2月13日宣布，自去年底開始受到中國疫情擴大而影響到製作時程的關係，第 7 集將延後兩週播出。

#### 製作人員
- 原作：夕蜜柑
- 原作插畫：狐印
- 監督：大沼心（第1期、第2期）/ 湊未來（第1期）
- 系列構成：志茂文彦
- 人物設計、總作畫監督：平田和也
- 美術監督：新城湧基
- 美術設定：上野比呂美
- 色彩設計：平間夏美
- 攝影監督：佐藤敦
- 編集：近藤勇二（REAL-T）
- 音響監督：小泉紀介（日语：小泉紀介）
- 音樂：増田太郎
- 音樂製作：MAGES.（日语：MAGES.）
- 動畫製作：SILVER LINK.
- 製作：防點滿製作委員會

#### 主題曲
第一季
片頭曲

作詞、作曲：志倉千代丸，編曲：悠木真一，主唱：純情的Afilia
第2季第1話片頭插入。
片尾曲
「Play the world」
作詞：hotaru，作曲、編曲：齋藤大，主唱：佐佐木李子
插入曲
「Good Night」（第2、5、6、7、9、11、12話）
作詞：徐賢真、雨野，作曲：徐賢真，編曲：水島康貴，主唱：佐佐木李子
第二季
片頭曲

主唱：純情的Afilia，作詞、作曲：志倉千代丸，編曲：大澤圭一
第1話為片尾插入。
片尾曲
「Step for Joy」
主唱：FRAM，作詞 : 東乃，作曲、編曲 : amazuti
第1話未使用。
插曲
「As You Wish」（第1、2、7、8話）
主唱：FRAM，作詞 : 姜藝利，作曲、編曲 : 湯原聰史
「Scutum」（第4、12話）
主唱：FRAM，作詞 : 姜藝利，作曲、編曲 : 湯原聰史
「Good Night」（第7話）
作詞：徐賢真、雨野，作曲：徐賢真，編曲：水島康貴，主唱：佐佐木李子

### 各話列表
| 話數     | 日文標題 | 中文標題                   | 劇本     | 分鏡     | 演出          | 作畫監督 | 總作畫監督        | 製作協力 | 首播日期       | 改編原作小說         |
| 第一季   | 第一季   | 第一季                     | 第一季   | 第一季   | 第一季        | 第一季 | 第一季            | 第一季   | 第一季         | 第一季               |
| -------- | -------- | -------------------------- | -------- | -------- | ------------- | --- | ----------------- | -------- | -------------- | -------------------- |
| 第一話   |          |                            | 志茂文彥 | 湊未來   | 伊部勇志      | 水崎健太、青木慎平、古谷梨繪 前嶋弘史、壽夢龍 | 不適用            | 不適用   | 2020年 1月8日  | 第一卷               |
| 第二話   |          |                            | 志茂文彥 | 細田直人 | 丸山由太      | 古谷梨繪、船越麻友美、壽夢龍 | 不適用            | 不適用   | 1月15日        | 第一卷               |
| 第三話   |          |                            | 志茂文彥 | 田村正文 | 田村正文      | 井上美香、今田茜、上西麻耶 原口涉、久松沙紀、船越麻友美                                                                                              | 不適用            | 不適用   | 1月22          | 第一卷               |
| 第四話   |          |                            | 志茂文彥 | 米田紘   | 福多潤        | 前嶋弘史、水崎健太、金正男 原口涉、森悅史、青木慎平 福地和浩                                                                                         | 不適用            | 不適用   | 1月29日        | 第二卷               |
| 第五話   |          |                            | 永井真吾 | 堀內勇冶 | 堀內勇冶      | 古谷梨繪、青木慎平、松井京介 壽夢龍、水崎健太、船越麻友美 久松沙紀                                                                                   | 不適用            | 不適用   | 2月5日         | 第二卷               |
| 第六話   |          |                            | 志茂文彦 | 渡邊慎一 | 伊部勇志      | 原口涉、壽夢龍、前嶋弘史 水崎健太、船越麻友美、松井京介 木下由美子                                                                                   | 不適用            | 不適用   | 2月12日        | 第三卷               |
| 第七話   |          |                            | 志茂文彦 | 岩畑剛一 | 大沼心 湊未來 | 古谷梨繪、青木慎平、秋田英人 水崎健太、久松沙紀 | 不適用            | 不適用   | 2月19日        | 第三卷               |
| 第八話   |          |                            | 永井真吾 | 渡邊慎一 | 伊部勇志      | 澤入祐樹、佐藤香織、古谷梨繪 水崎健太、青木慎平、大槻南雄 壽夢龍、船越麻友美、前嶋弘史                                                               | 不適用            | 不適用   | 2月26日        | 第三卷               |
| 第九話   |          |                            | 永井真吾 | 田村正文 | 田村正文      | 青木慎平、船越麻友美、前嶋弘史 壽夢龍、水崎健太、上西麻耶 吉川佳織、古谷梨繪                                                                         | 不適用            | 不適用   | 3月4日         | 第四卷               |
| 第十話   |          |                            | 志茂文彦 | 渡邊慎一 | 福多潤        | 原口渉、金正男、水崎健太 髙野奈央、船越麻友美、前嶋弘史 佐藤香織、壽夢龍、松井京介 久松沙紀、古谷梨繪                                                | 不適用            | 不適用   | 3月11日        | 第四卷               |
| 第十一話 |          |                            | 永井真吾 | 岩畑剛一 | 堀內勇冶      | 平田和也、山吉一幸、原口渉 澤入祐樹、佐藤香織、大槻南雄 壽夢龍、船越麻友美、水﨑健太 井上美香、前嶋弘史、松井京介 前田綾                             | 不適用            | 不適用   | 3月18日        | 第四卷               |
| 第十二話 |          |                            | 志茂文彦 | 細田雅弘 | 細田雅弘      | 澤入祐樹、船越麻友美、金正男 米田紘、水﨑健太、久松沙紀 髙橋瑞紀、青木慎平、佐藤香織 原口渉、大槻南雄、古谷梨繪 壽夢龍                               | 不適用            | 不適用   | 3月25日        | 第四卷               |
| 第二季   |          |                            |          |          |               | |                   |          |                |                      |
| 第一話   |          | 防禦特化與聖誕節。         | 志茂文彦 | 岩畑剛一 | 関根侑佑      | 武志鵬、直木祥子、前嶋弘史 古谷梨繪、壽夢龍、米田紘 飯塚葉子、山村俊了                                                                               | 平田和也 本多弘幸 | 不適用   | 2023年 1月11日 | 第五卷-第六卷 第四章 |
| 第二話   |          | 防禦特化與第五階與第六階。 | 志茂文彦 | 渡邊慎一 | 鈴木真彦      | 小澤和則、永田正美 慧 敏、龍 光、Big Owl | 平田和也 本多弘幸 | BLADE    | 1月18日        | 第五卷-第六卷 第四章 |
| 第三話   |          | 防禦特化與第七次活動。     | 志茂文彦 | 澤井幸次 | 小柴純弥      | 壽夢龍、直木祥子、松井京介 小林奈々海、木村拓馬 服部憲知、佐藤圭                                                                                     | 平田和也 本多弘幸 | 不適用   | 1月25日        |                      |
| 第四話   |          | 防禦特化與高塔攻略。       | 永井真吾 | 米田紘   | 山本隆太      | Big Owl、CJT | 平田和也 本多弘幸 | BLADE    | 2月1日         |                      |
| 第五話   |          | 防禦特化與觸手。           | 永井真吾 | 田村正文 | 関根侑佑      | 壽夢龍、古谷梨繪、前嶋弘史 飯塚葉子、佐藤 圭、北島勇樹                                                                                               | 平田和也 本多弘幸 | 不適用   | 2月8日         |                      |
| 第六話   |          | 防禦特化與魔寵。           | 志茂文彦 | 毛利和昭 | 熊野千尋      | 王 敏、周 健、劉 冬冬 李 偉峰、周 晓华 龍 光、小澤和則                                                                                               | 平田和也 本多弘幸 | BLADE    | 2月15日        |                      |
| 第七話   |          | 防禦特化與找寶石。         | 永井真吾 | 沖田宮奈 | 菱川直樹      | 小澤和則、明 光、慧 敏 趙 小川、陳 玲玲 姜 海華、Revival                                                                                             | 平田和也 本多弘幸 | BLADE    | 3月8日         |                      |
| 第八話   |          | 防禦特化與第八次活動。     | 永井真吾 | 渡邊慎一 | 福多潤        | 堀 光明、前嶋弘史、まつもとひろし CKセールス、Revival SEED、クレスト100studio                                                                        | 平田和也 本多弘幸 | 不適用   | 3月15日        |                      |
| 第九話   |          | 防禦特化與建立據點。       | 志茂文彦 | 岩畑剛一 | 鈴木真彦      | 永田正美、洪 範錫、水野隆宏 明 光、黄 华、周 婧 Revival.、小澤和則                                                                                   | 平田和也 本多弘幸 | BLADE    | 3月22日        |                      |
| 第十話   |          | 防禦特化與新搭檔。         | 永井真吾 | 毛利和昭 | 山本隆太      | 光の園・アニメーション、CJT | 平田和也 本多弘幸 | BLADE    | 3月28日        |                      |
| 第十一話 |          | 防禦特化與新團隊。         | 志茂文彦 | 米田紘   | 関根侑佑      | 米田紘、井上美香、前嶋弘史 北島勇樹、Animore 寿門堂、ラッドプラス                                                                                    | 平田和也 本多弘幸 | 不適用   | 4月12日        |                      |
| 第十二話 |          | 防禦特化與大決戰。         | 志茂文彦 | 細田雅弘 | 細田雅弘      | 山吉一幸、原口 涉、大槻南雄 西田美弥子、佐藤香織、前嶋弘史 松井京介、本多弘幸、井上美香 小澤和則、堀 光明、申 榮淳 VISTIA、ワン・オーダー、STUDIO CL | 平田和也 本多弘幸 | 不適用   | 4月19日        |                      |

### 播放電視台
| 播放日期               | 播放時間                   | 播放電視台     | 播放地區 | 備註                           |
| 第一季                 | 第一季                     | 第一季         | 第一季   | 第一季                         |
| ---------------------- | -------------------------- | -------------- | -------- | ------------------------------ |
| 2020年1月8日－3月25日  | 週三 22:00 - 22:30         | AT-X           | 日本全國 | 參與製作/CS數位廣播/有重播時段 |
| 2020年1月8日－3月25日  | 週三 25:35 - 26:05         | 東京都會電視台 | 東京都   |                                |
| 2020年1月8日－3月25日  | 週三 26:05 - 26:35         | 愛知電視台     | 愛知縣   |                                |
| 2020年1月8日－3月25日  | 週三 26:11 - 26:41         | 朝日放送電視台 | 近畿地方 |                                |
| 2020年1月10日－3月27日 | 週五 25:00 - 25:30         | BS11           | 日本全國 | BS數位廣播/『ANIME+』系列      |
| 2020年5月2日－7月18日  | 週六 11:30 - 12:00 (UTC+8) | i-Fun動漫台    | 臺灣     | 中華電信MOD內頻道/有重播時段   |

### 播放平台
| 播放地區 | 播放平台              | 播放日期                    | 播放時間              | 備註   |
| 第一季   | 第一季                | 第一季                      | 第一季                | 第一季 |
| -------- | --------------------- | --------------------------- | --------------------- | ------ |
| 臺灣     | 巴哈姆特動畫瘋        | 2020年1月8日－2020年3月25日 | 星期三 23:30（UTC+8） |        |
| 臺灣     | 中華電信MOD           | 2020年1月8日－2020年3月25日 | 星期三 23:30（UTC+8） |        |
| 臺灣     | Hami Video            | 2020年1月8日－2020年3月25日 | 星期三 23:30（UTC+8） |        |
| 臺灣     | LiTV 線上影視         | 2020年1月8日－2020年3月25日 | 星期三 23:30（UTC+8） |        |
| 臺灣     | myVideo               | 2020年1月8日－2020年3月25日 | 星期三 23:30（UTC+8） |        |
| 臺灣     | 遠傳friDay影音        | 2020年1月8日－2020年3月25日 | 星期三 23:30（UTC+8） |        |
| 臺灣     | LINE TV               | 2020年1月8日－2020年3月25日 | 星期三 23:30（UTC+8） |        |
| 臺灣     | KKTV                  | 2020年1月8日－2020年3月25日 | 星期三 23:30（UTC+8） |        |
| 臺灣     | Yahoo TV 一起看       | 2020年1月8日－2020年3月25日 | 星期三 23:30（UTC+8） |        |
| 臺灣     | CATCHPLAY+            | 2020年1月8日－2020年3月25日 | 星期三 23:30（UTC+8） |        |
| 臺灣     | 愛奇藝                | 2020年1月8日－2020年3月25日 | 星期三 23:30（UTC+8） |        |
| 臺灣     | bbTV                  | 2020年1月8日－2020年3月25日 | 星期三 23:30（UTC+8） |        |
| 臺灣     | 木棉花台灣YouTube頻道 | 2020年1月8日－2020年3月25日 | 星期三 23:30（UTC+8） |        |
| 香港     | Viu OTT               | 2020年1月8日－2020年3月25日 | 星期三 23:30（UTC+8） |        |
| 中國     | 嗶哩嗶哩              | 2020年1月8日－2020年3月25日 | 星期三 23:30（UTC+8） | [ 45 ] |
| 第二季   |                       |                             |                       |        |
| 臺灣     | 巴哈姆特動畫瘋        | 2023年1月11日－播放中       | 星期三 23:30（UTC+8） |        |
| 臺灣     | 中華電信MOD           | 2023年1月11日－播放中       | 星期三 23:30（UTC+8） |        |
| 臺灣     | Hami Video            | 2023年1月11日－播放中       | 星期三 23:30（UTC+8） |        |
| 臺灣     | LiTV 線上影視         | 2023年1月11日－播放中       | 星期三 23:30（UTC+8） |        |
| 臺灣     | myVideo               | 2023年1月11日－播放中       | 星期三 23:30（UTC+8） |        |
| 臺灣     | 遠傳friDay影音        | 2023年1月11日－播放中       | 星期三 23:30（UTC+8） |        |
| 臺灣     | LINE TV               | 2023年1月11日－播放中       | 星期三 23:30（UTC+8） |        |
| 臺灣     | KKTV                  | 2023年1月11日－播放中       | 星期三 23:30（UTC+8） |        |
| 臺灣     | Yahoo TV 一起看       | 2023年1月11日－播放中       | 星期三 23:30（UTC+8） |        |
| 臺灣     | CATCHPLAY+            | 2023年1月11日－播放中       | 星期三 23:30（UTC+8） |        |
| 臺灣     | 愛奇藝                | 2023年1月11日－播放中       | 星期三 23:30（UTC+8） |        |
| 臺灣     | bbTV                  | 2023年1月11日－播放中       | 星期三 23:30（UTC+8） |        |
| 臺灣     | 亂搭                  | 2023年1月11日－播放中       | 星期三 23:30（UTC+8） |        |
| 臺灣     | 木棉花台灣YouTube頻道 | 2023年1月11日－播放中       | 星期三 23:30（UTC+8） |        |
| 臺灣     | bilibili              | 2023年1月11日－播放中       | 星期三 23:30（UTC+8） | [ 46 ] |
| 中國     | bilibili              | 2023年1月11日－播放中       | 星期三 23:30（UTC+8） | [ 47 ] |
| 香港     | Viu OTT               | 2023年1月11日－播放中       | 星期三 23:30（UTC+8） |        |
| 香港     | Viu 頻道自選服務      | 2023年1月18日－播放中       | 星期三 23:30（UTC+8） |        |

### 藍光&DVD
| 卷數 | 發售日期      | 收錄話數      | 規格編號  | 規格編號   |
| 卷數 | 發售日期      | 收錄話數      | 藍光版    | DVD版      |
| ---- | ------------- | ------------- | --------- | ---------- |
| 1    | 2020年3月25日 | 第1話－第4話  | KAXA-7911 | KABA-10851 |
| 2    | 2020年4月24日 | 第5話－第8話  | KAXA-7912 | KABA-10852 |
| 3    | 2020年5月27日 | 第9話－第12話 | KAXA-7913 | KABA-10853 |

## 手机遊戲
D-techno與DLE共同開發手機遊戲《怕痛的我，把防禦力點滿就對了~LINEWARS!~》於2020年1月9日開始營運，於2021年9月21日停止營運。

## 迴響
自小說在網站上發表以來，網路小說版的觀看次數已超過6000萬次。

## 註解及參考資料
註解
參考資料
1. ↑  . 2022-09-20  [2023-01-02]. （原始内容存档于2023-01-29） （日语）.
2. 1 2 3 4 5 6 7  .   [2020年3月8日]. （原始内容存档于2021年1月12日） （日语）.
3. ↑  .   [2019-12-06]. （原始内容存档于2020-10-06） （日语）.
4. ↑  .   [2019年10月11日]. （原始内容存档于2021年1月19日） （日语）.
5. ↑  . 台灣角川官方網站. 台灣角川.   [2019年10月11日]. （原始内容存档于2019年10月11日） （中文（臺灣））.
6. ↑  .   [2019年10月11日]. （原始内容存档于2021年1月19日） （日语）.
7. ↑  . 台灣角川官方網站. 台灣角川.   [2019年10月11日]. （原始内容存档于2019年10月11日） （中文（臺灣））.
8. ↑  .   [2019年10月11日]. （原始内容存档于2021年1月19日） （日语）.
9. ↑  . 台灣角川官方網站. 台灣角川.   [2019年10月11日]. （原始内容存档于2019年10月11日） （中文（臺灣））.
10. ↑  .   [2019年10月11日]. （原始内容存档于2021年1月19日） （日语）.
11. ↑  . 台灣角川官方網站. 台灣角川.   [2019年11月30日]. （原始内容存档于2021年1月16日） （中文（臺灣））.
12. ↑  .   [2019年10月11日]. （原始内容存档于2021年1月19日） （日语）.
13. ↑  . 台灣角川官方網站. 台灣角川.   [2020年1月21日]. （原始内容存档于2021年1月17日） （中文（臺灣））.
14. ↑  .   [2019年10月11日]. （原始内容存档于2021年1月19日） （日语）.
15. ↑  . 台灣角川官方網站. 台灣角川.   [2020年9月27日]. （原始内容存档于2020年4月11日） （中文（臺灣））.
16. ↑  . 台灣角川官方網站. 台灣角川.   [2020年1月21日]. （原始内容存档于2020年3月2日） （中文（臺灣））.
17. ↑  .   [2019年10月11日]. （原始内容存档于2021年1月19日） （日语）.
18. ↑  . 台灣角川官方網站. 台灣角川.   [2020年9月27日]. （原始内容存档于2021年1月22日）.
19. ↑  .   [2019年11月26日]. （原始内容存档于2021年1月16日） （日语）.
20. ↑  . 台灣角川官方網站. 台灣角川.   [2021-05-26]. （原始内容存档于2021-05-26） （中文（臺灣））.
21. ↑  . 台灣角川官方網站. 台灣角川.   [2021-05-26]. （原始内容存档于2021-05-26） （中文（臺灣））.
22. ↑  .   [2020年3月26日]. （原始内容存档于2021年1月16日） （日语）.
23. ↑  .   [2020年9月27日]. （原始内容存档于2021年1月19日） （日语）.
24. ↑  . 全國新書資訊網. 國家圖書館.   [2021-05-26]. （原始内容存档于2021-05-26） （中文（臺灣））.
25. ↑  .   [2020年11月20日]. （原始内容存档于2020年11月28日） （日语）.
26. ↑  .   [2020年11月20日]. （原始内容存档于2020年10月18日） （日语）.
27. ↑  . 全國新書資訊網. 國家圖書館.   [2022-01-17]. （原始内容存档于2021-04-29） （中文（臺灣））.
28. ↑  .   [2022年1月17日]. （原始内容存档于2022年1月17日） （日语）.
29. ↑  . 全國新書資訊網. 國家圖書館.   [2022-01-17]. （原始内容存档于2021-06-02） （中文（臺灣））.
30. ↑  .   [2022年1月17日]. （原始内容存档于2022年1月18日） （日语）.
31. ↑  .   [2022年1月17日]. （原始内容存档于2022年1月17日） （日语）.
32. ↑  . KADOKAWA.   [2024-08-15]. （原始内容存档于2024-08-10） （日语）.
33. ↑  . KADOKAWA.   [2025-03-11] （日语）.
34. ↑  .   [2019年10月11日]. （原始内容存档于2021年1月23日） （日语）.
35. ↑  .   [2020年9月27日]. （原始内容存档于2020年4月15日）.
36. ↑  .   [2019年10月11日]. （原始内容存档于2020年11月28日） （日语）.
37. ↑  .   [2020年3月1日]. （原始内容存档于2020年12月29日） （日语）.
38. ↑  .   [2019-01-03]. （原始内容存档于2019-12-06） （日语）.
39. ↑  .   [2021-01-09]. （原始内容存档于2021-01-09） （日语）.
40. ↑  .   [2023-02-13]. （原始内容存档于2023-02-13） （日语）.
41. ↑  .   [2020年6月25日]. （原始内容存档于2020年8月14日） （日语）.
42. ↑  . 電視動畫「怕痛的我，把防禦力點滿就對了」官網.   [2019-12-24]. （原始内容存档于2021-01-10） （日语）.
43. ↑  因應原先與日即時之《放學後堤防日誌》遭逢變故而暫停播出，臨時接替。見.   [2020-05-06].
44. ↑  . 嗶哩嗶哩番劇.   [2023-02-10]. （原始内容存档于2023-03-16）.
45. ↑  . 嗶哩嗶哩番劇出差. 2023-02-01  [2023-02-10]. （原始内容存档于2023-04-27）.
46. ↑  . 嗶哩嗶哩番劇. 2023-02-01  [2023-02-10]. （原始内容存档于2023-03-16）.
47. ↑  Mikikazu Komatsu. . crunchyroll. 2018-12-06  [2019-12-26]. （原始内容存档于2021-01-29） （英语）.

## 外部連結
- 怕痛的我，把防禦力點滿就對了 在成為小說家吧連載的網頁。（日語）
- 怕痛的我，把防禦力點滿就對了在ComicWalker連載漫畫的網頁。（日語）
- 電視動畫「怕痛的我，把防禦力點滿就對了。」官方網站（日語）
- 電視動畫「怕痛的我，把防禦力點滿就對了。2」官方網站（日語）
- 電視動畫「怕痛的我，把防禦力點滿就對了」官方的X（前Twitter）（日語）
- 遊戲「怕痛的我，把防禦力點滿就對了」官方網站（日語）